# Grizzly Rage – Die Rache der Bärenmutter
Grizzly Rage – Die Rache der Bärenmutter (Originaltitel: Grizzly Rage) ist ein kanadischer Tierhorror-Fernsehfilm aus dem Jahr 2007. Unter der Regie von David DeCoteau ist der zu diesem Zeitpunkt 19-jährige, zuvor mehrfach ausgezeichnete US-Amerikaner Tyler Hoechlin in der Hauptrolle des Wes Harding zu sehen, der mit seinen Freunden während eines illegalen Nationalpark-Ausfluges in das Visier einer aggressiven Bärin gerät. In Kanada erstmals am 7. Juni 2007 ausgestrahlt, erhielt der Streifen durchweg negative Kritiken. Die Deutschlandpremiere erfolgte am 4. Dezember 2008 als DVD- und Blu-ray-Fassung.

## Handlung
Um ein unbeschwertes Wochenende zu verbringen, machen sich Wes und seine Freunde mit ihrem Geländewagen in einen nicht weit entfernten Nationalpark auf. Obwohl die Zufahrtsstraße zum Parkgebiet abgeriegelt ist und zahlreiche Warnschilder auf mögliche Gefahren bei unerlaubtem Betreten hinweisen, fahren die vier unbeirrt weiter. Als sie auf der schlecht befahrbaren und äußerst verwinkelten Schotterpiste jedoch kurze Zeit später ein Bärenjunges anfahren und dieses tödlich verletzen, geraten sie zugleich ins Visier einer Bärin, die ihren Spross tot auffindet und die panische Gruppe daraufhin attackiert. Hastig in den Wagen gesprungen, versuchen Wes und Kumpanen davonzufahren, doch schon in der nächsten Kurve folgt eine Panne und das rettende Vehikel ist nutzlos. Zu Fuß unterwegs, orientierungslos, ohne Aussicht auf Hilfe oder Rettung und schnell in ständiger Bedrängnis der Bärenmutter, die den Tod ihres Nachwuchses offenbar rächen will, beginnt für Wes und seine Begleiter ein Kampf ums Überleben.

## Rezeption
Grizzly Rage – Die Rache der Bärenmutter erntete ausnahmslos schwache Bewertungen, die z. B. mit fehlender Spannung, einer klischeebehafteten Handlung sowie mangelhafter filmischer Gesamtumsetzung begründet wurden. Kino.de bezeichnet den Film schlicht als „höhepunktarmen Low-Budget-Tierhorror nach Formel“. Das Lexikon des internationalen Films nennt den Streifen einen „armselige[n] Tierhorrorfilm, angerichtet von einem Veteran der B-Horrorfilmszene, der die handelsübliche Geschichte ohne neue Einfälle abspult“.

„[…] Selten habe ich einen so uninspirierten und lieblosen Tierhorrorfilm gesehen. Regisseur David DeCoteau … erfüllt in dieser kanadischen Fernsehproduktion sämtliche Klischees moderner Horrorfilme. […] Die Angriffe des Bären sind schlecht umgesetzt, Bär und Mensch sind nie gleichzeitig zu sehen … Das ganze ist absolut unblutig und Spannung kommt auch keine auf. […] Bildtechnisch kann der Film jedoch überzeugen, der Look selbst ist nicht billig, nur die Umsetzung.“

Die Programmzeitschrift TV Spielfilm verleiht der kanadischen Produktion kommentarlos einen symbolischen „Daumen nach unten“.